# Lepidium didymum
Espèce
Lepidium didymum (la corne-de-cerf à deux lobes, ou corne-de-cerf didyme) est une espèce de plantes herbacées de la famille des Brassicacées. Cette espèce d'origine sud-américaine est réputée invasive.

## Synonyme
Coronopus didymus

## Distribution
Lepidium didymum est originaire d'Amérique du Sud et introduite sur tous les continents. Cette espèce devenue cosmopolite continue à étendre sa distribution ; elle est considérée comme envahissante à Saint-Pierre et Miquelon où un arrêté préfectoral a été pris pour limiter sa propagation.

## Utilisation
Dans son aire d'indigénat, Lepidium didymum est consommé comme légume et utilisé comme plante médicinale pour traiter diverses affections (entre autres cancer, gangrène, hémorroïdes).